# Caisse d'économie des employés de la STM
Pour les articles homonymes, voir Caisse et Desjardins.
La Caisse d'économie Desjardins des employés de la STM fondée en 1950 sous le nom de Caisse de crédit des employés de la Commission de transport de Montréal, est la première caisse de groupe en importance dans le secteur du transport au Québec. Son siège social est situé à Montréal.
En 2013, la caisse desservait 8 365 membres et possédait un actif de 218 092 000 $ CAD. La Caisse d'économie des employés de la STM offre une gamme complète de produits et services financiers dédiés aux employés de la Société de transport de Montréal et du Réseau de transport de Longueuil.